# Kleimineraal

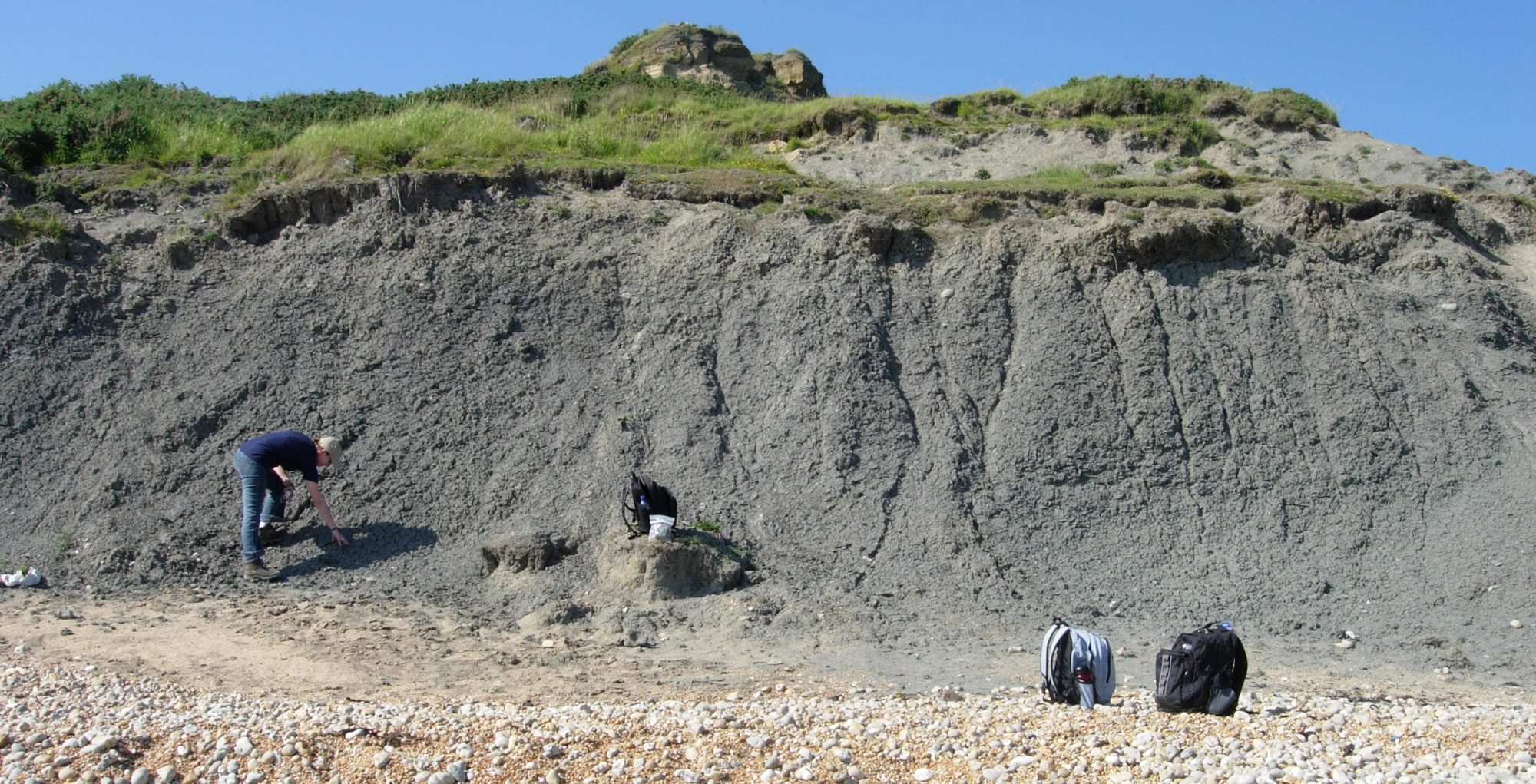
Een kleilaag uit de Jura die is komen bloot te liggen.

Kleimineralen zijn een groep mineralen behorende tot de fyllosilicaten. De groep bestaat uit uiteenlopende mineralen, die water bevatten in de vorm van hydroxylgroepen. Kleimineralen zijn de belangrijkste gesteentevormende mineralen in de grondsoort klei. Ze komen ook voor in hardere gesteentes, zoals schalie of kleisteen. Net als mica's liggen de atomen in kleimineralen in vlakken gerangschikt, waardoor de mineralen als schilferige plaatjes groeien. Het platige karakter van kleimineralen veroorzaakt veel van de typische eigenschappen van klei, zoals de slechte doorlatendheid voor grondwater.

## Eigenschappen
De individuele kleimineralen hebben een aantal overeenkomstige, maar ook verschillende eigenschappen; het zijn alle lichte (laag soortelijk gewicht) fylosilicaten en derhalve platig en schilferige mineralen die de structuur van klei en schalie (kleisteen) bepalen. Klei kan bestaan uit verschillende kleimineralen, afhankelijk van afzettingsmilieu, temperatuur en druk. Een nadere beschrijving van de individuele kleimineralen wordt gegeven onder de specifieke mineralen. In bepaalde categorisaties worden de chlorieten bij de kleimineralen gerekend, en soms wordt illiet bij de mica's ingedeeld. Beide zijn overgangsmineralen, maar illiet is een van de belangrijkste kleimineralen en wordt derhalve hier genoemd. Chloriet komt voornamelijk voor in metamorf gesteente en niet in schalies of klei.

### Kleimineralen
- Illiet - (K,H3O)(Al,Mg,Fe2+)2(Si,Al)4O10[(OH)2,(H2O)]
- Smectiet
  - Montmorilloniet - (Na,Ca)0,3(Al,Mg)2Si4O10(OH)2·n(H2O)
  - Talk - Mg3Si4O10(OH)2
  - Sauconiet - Na0.3Zn3Si3AlO10(OH)2·4(H2O)
  - Vermiculiet - (Mg,Fe2+,Al)3(Al,Si)4O10(OH)2·4(H2O)2
  - Pyrofylliet - Al2Si4O10(OH)2
  - Nontroniet - Na0.3Fe3+2Si3AlO10(OH)2·4(H2O)
  - Saponiet - (Ca,Na)0,2Mg2Fe2+Si3AlO10(OH)2·4(H2O)
- Kaoliniet - Al2Si2O5(OH)4
  - Dickiet - Al2Si2O5(OH)4
  - Nacriet - Al2Si2O5(OH)4
  - Halloysiet - Al2Si2O5(OH)4
  - Odiniet - (Fe3+,Mg,Al,Fe2+,Ti,Mn)2,5(Si,Al)2O5(OH)4

## Voorkomen
Kleimineralen komen voor in klei en in de gesteentevariant van klei, schalie. Het zijn zeer fijne mineralen met een platige structuur waardoor ze in sedimentaire gesteenten in rustige afzettingsmilieus worden afgezet. De kleimineralen ontstaan voornamelijk bij de verwering van mica's en bevatten daardoor erg veel water (hydraat).